# サンホテル衣川荘
サンホテル衣川荘（サンホテルころもがわそう）は岩手県奥州市にあった国民宿舎。2020年（令和2年）9月末で営業を終了して民間譲渡された。

## 歴史
旧衣川村の国民宿舎で、同村の国民宿舎等事業は1971年（昭和46年）9月に始まり、観光客の誘致のために国民宿舎衣川荘（2号館）を開業した。1976年度（昭和51年度）に衣川サイクリングターミナル（3号館）、1986年度（昭和61年度）に観光と福祉の複合施設となる新館（本館）をオープンし、このときに名称を一般公募して「国民宿舎サンホテル衣川荘」と改めた。 
しかし、利用者の減少や老朽化もあり、2012年度（平成24年度）以降は純損失の計上が続いていた。 そのため奥州市は2019年（平成31年）4月の「奥州市観光施設等の活用方針」等で民間移譲を検討するとし、2020年（令和2年）9月までに民間の譲渡先が決まらないときは営業を休止して清算に入るとした。
2020年7月に国民宿舎「衣川荘」譲渡先公募プロポーザル（1回目）が実施され、優先交渉権者が決定し、9月8日の市議会9月定例会で国民宿舎事業の廃止関連議案が可決された。ところが、詳細調査で想定外に修繕改修等に係る費用が増大することが判明し、1回目のプロポーザルは不成立となり、譲渡先が決まらないまま9月30日にサンホテル衣川荘は休館となった。
1回目のプロポーザルが不成立となったため、奥州市は譲渡前に活用困難施設の解体除去や設備等の修繕を行い、施設改修補助や経営安定化補助を行う方針を決定した。その後、2021年（令和3年）に2回目のプロポーザルが実施された。
2022年（令和4年）7月1日、奥州市から富山市の永森商事（現リベラ・ホテルズ&リゾーツ）に物件が引き渡された。新施設は資材高騰などで工期が長引いたが、2025年（令和7年）4月25日に「奥州・平泉温泉旅館ITSUMU（衣紡（いつむ））」（計42室）としてリニューアルオープンすることになった。

## 注
1. 1 2 3  “温泉旅館「ITSUMU」25日に開業 奥州市、旧衣川荘を改修”. 岩手日報. 2025年4月23日閲覧。
2. 1 2 3 4  “令和2年度奥州市決算審査意見書 （奥州市国民宿舎等事業会計）”. 奥州市監査委員. 2025年4月23日閲覧。
3. 1 2 3 4  “奥州市議会全員協議会”. 奥州市議会全員協議会. 2025年4月23日閲覧。
4. ↑  “広報おうしゅう （令和4年7月）”. 奥州市. 2025年4月23日閲覧。

座標: 北緯39度1分6.7秒 東経141度6分32.4秒 / 北緯39.018528度 東経141.109000度